# الدوري الكرواتي الممتاز 1996–97
الدوري الكرواتي الممتاز 1996–97 (بالكرواتية: 1. HNL 1996./97.)‏ هو الموسم 6 من  الدوري الكرواتي الممتاز. أقيم خلال الفترة 18 أغسطس 1996 وحتى 1 يونيو 1997، وأشرف على تنظيمه اتحاد كرواتيا لكرة القدم، وكان عدد الأندية المشاركة فيه  16، وفاز فيه نادي دينامو زغرب.